# Atacta crassiceps
Atacta crassiceps là một loài ruồi trong họ Tachinidae.